# Ogard
Ogard – osada w Polsce położona w województwie zachodniopomorskim, w powiecie myśliborskim, w gminie Myśibórz.
W latach 1975–1998 miejscowość administracyjnie należała do województwa gorzowskiego.